# Годонин (район)

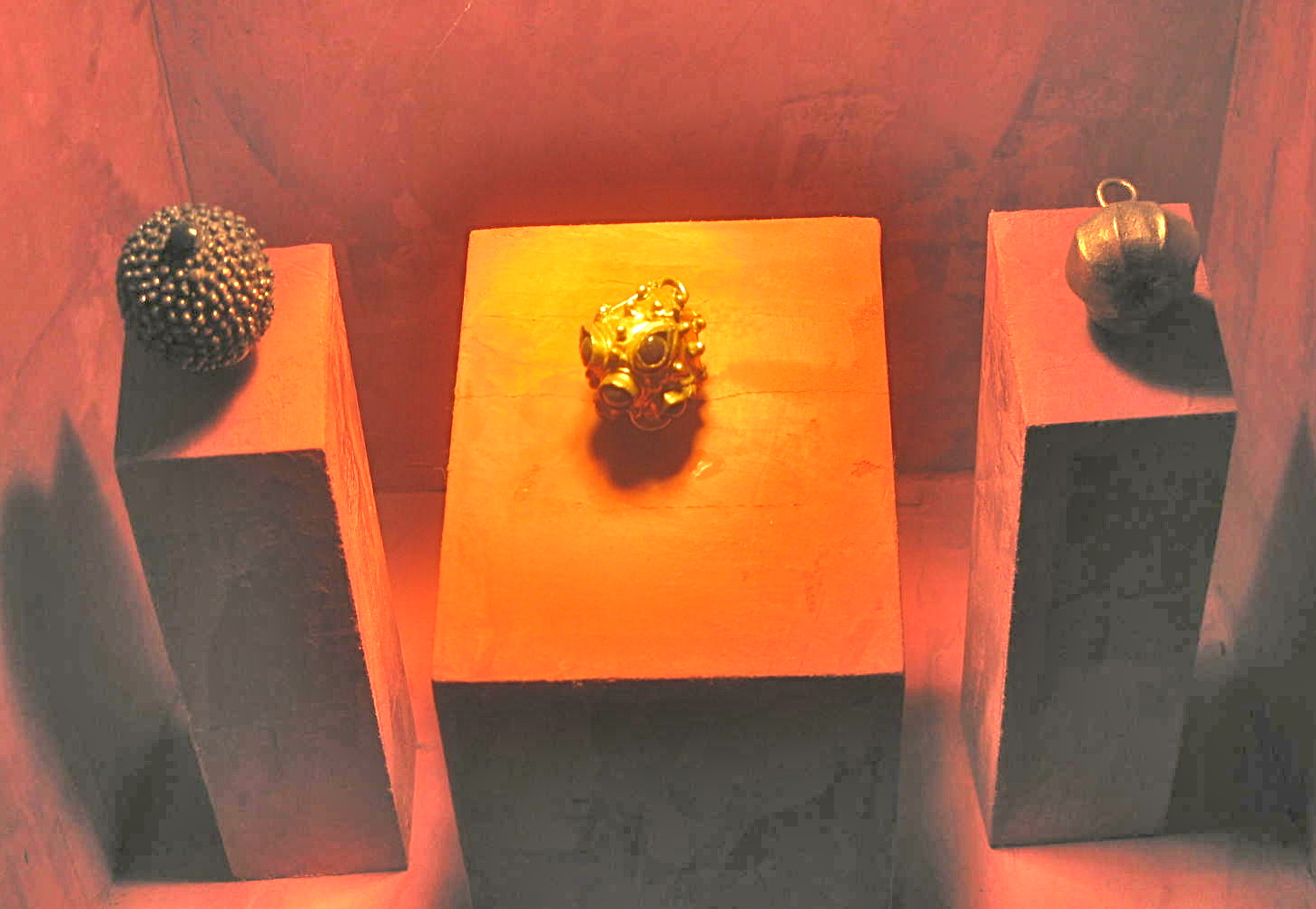
Гомбик — ювелирное изделие, характерное для Великой Моравии в IX—X веках

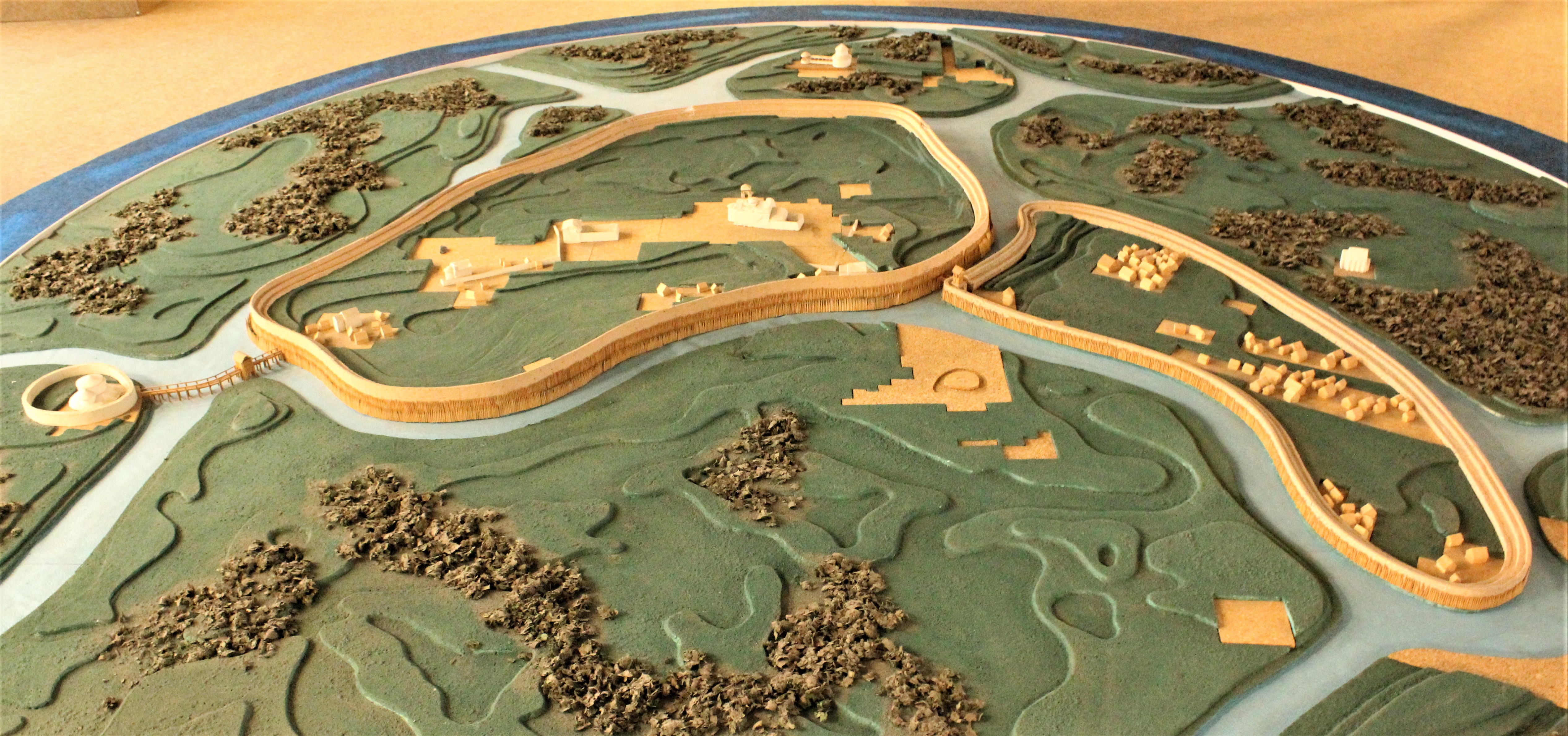
Макет великоморавского городища в Микульчице (Археопарк Микульчице)

Райо́н Го́донин (чеш. okres Hodonín) — один из 7 районов Южноморавского края Чешской Республики. Административный центр — город Годонин. Площадь — 1099,13 кв. км., население составляет 158 836 человек. В районе насчитывается 82 муниципалитета, из которых 8 — города.

## География
Расположен на юго-востоке края. В рамках края граничит с районами Бржецлав на западе и Вишков на северо-западе. На севере и северо-западе соседствует с районами Кромержиж и Угерске-Градиште Злинского края.

## Города и население
Данные на 2009 год:
| Город              | Население |
| ------------------ | --------- |
| Годонин            | 26 410    |
| Весели-над-Моравой | 11 891    |
| Киёв               | 11 800    |
| Дубняни            | 6 531     |
| Стражнице          | 5 857     |
| Врацов             | 4 569     |
| Бзенец             | 4 330     |
| Жданице            | 2 629     |

| Всего           | Женщин           | Мужчин           |
| --------------- | ---------------- | ---------------- |
| 158 836 (100 %) | 80 497 (50,68 %) | 78 339 (49,32 %) |

Средняя плотность — 144,51 чел./км²; 42,49 % населения живёт в городах.

## Археология

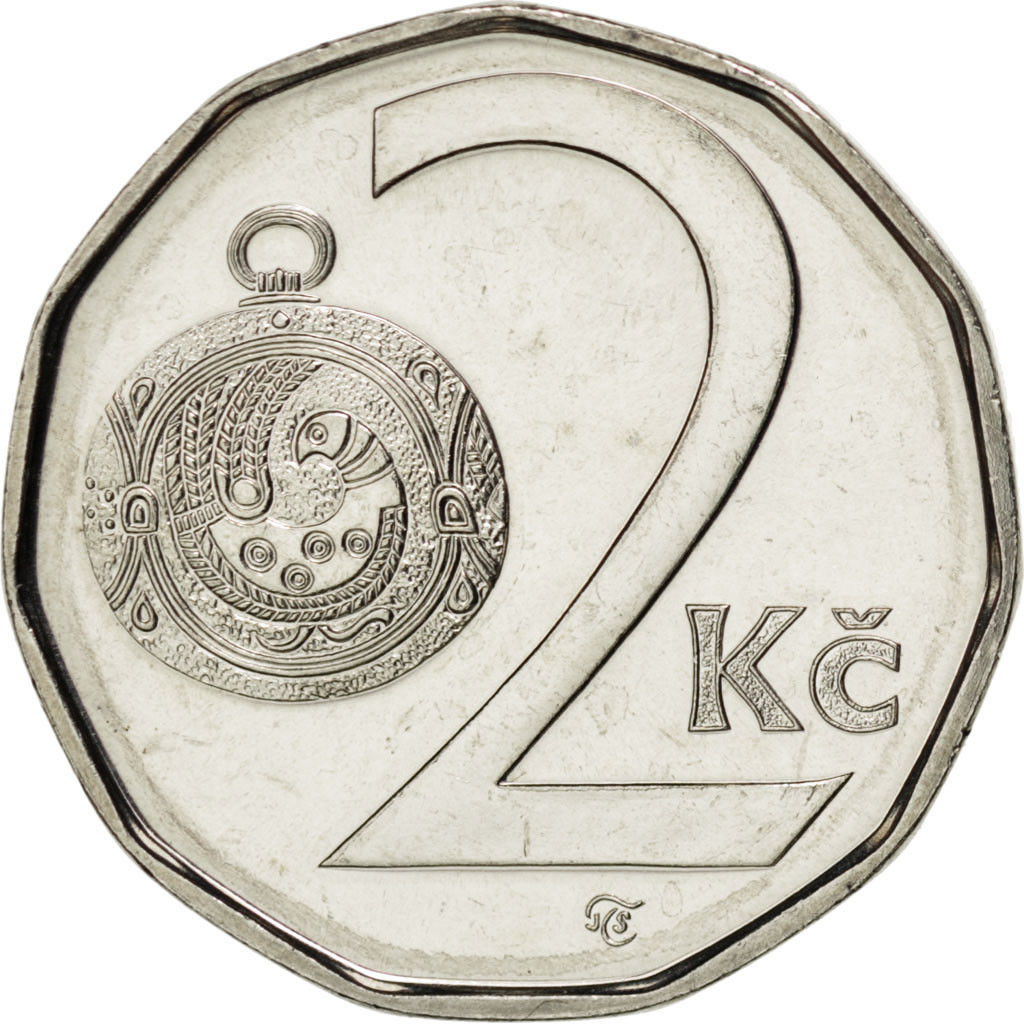
Микульчицкий гомбик на чешской монете номиналом 2 кроны

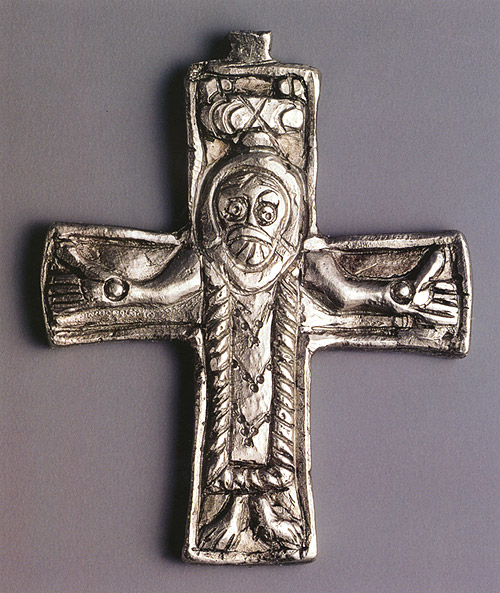
Великоморавский крест из Микульчиц

В 1954 году археолог Йозеф Поулик обнаружил остатки укреплённого поселения периода Великой Моравии. Укреплённое поселение включало три моста. Самым главным был первый мост, имевший около пяти метров в ширину и напоминавший деревянные мосты кельтов и римлян. Славянское городище в Микульчице входит в Список объектов всемирного наследия ЮНЕСКО в Чехии. Микульчицкое городище это одно из самых больших и важных славянских городищ. По площади оно выходит за рамки обычной жилой агломерации. Здесь найдено несколько могил, которые примечательны своим богатым оснащением. С антропологической точки зрения городище интересно тем, что оно даёт палеодемографическую и палеопатологическую выборку людей раннего Средневековья. Во 2-й половине IX века площадь поселения была более 50 га. Средний возраст погребённых, согласно антропологическому анализу, — 29,5 года, при этом средний возраст 24 мужчин составлял 41,5 года, а 20 женщин — 41,3 года. Ювелирные изделия велиградского происхождения и некоторые гончарные изделия (сосуды античной формы, керамика блучинского типа с выдолбленными чашеобразными изогнутыми краями) поступают из специализированных мастерских из круга великоморавских центров и указывают на контакты как со староместской агломерацией и с районом Поганьско близ Бржецлава. По характеру и деталям погребальной обрядности ориентированные на запад древнейшие трупоположения в Киеве и на Среднем Поднепровье имеют прямые аналогии в раннехристианских памятниках на территории Великой Моравии в Микульчице, Скалице, Старом месте, Поганьско (близ Бржецлава), Стара-Коуржим, Колине и Желенках. Найденные в Микульчицком городище (Археопарк Микульчице) один фрагментированный и два целых (длиной 8,33 и 9,8 м) узких челна (обтекаемые раннесредневековые однодеревки) похожи на долблёный чёлн, найденный в могильнике у села Хотяновка (Киевская область) у правого берега Десны. Великоморавские предгородские агломерации-эмпории — Микульчице, Старе Место близ Угерске-Градиште, Поганьско под Бржецлавом, процветавшие на обслуживании Империи каролингов в IX—X веках, практически мгновенно исчезли после изменения экономической ситуации, вызванного вторжением венгров в X веке, хотя сами они и не были затронуты боевыми действиями.